# Shareef Abdur-Rahim
Shareef Abdur-Rahim (ur. 11 grudnia 1976 w Marietta) – amerykański koszykarz, występujący na pozycji silnego skrzydłowego, członek drużyny olimpijskiej Stanów Zjednoczonych, która zdobyła złoty medal olimpijski na igrzyskach w Sydney w 2000 roku. Po zakończeniu kariery pełnił funkcję asystenta trenera.

## Kariera
W 1995 roku wystąpił w meczu gwiazd szkół średnich – Nike Hoop Summit oraz McDonald’s All-American. Dwukrotnie (1994, 1995) wybierano go najlepszym zawodnikiem szkół średnich stanu Georgia (Georgia Mr. Basketball).
Przed przybyciem do NBA Abdur-Rahim występował w barwach college’u University of California. Zadebiutował w NBA w sezonie 1996–1997 w barwach Vancouver Grizzlies. W debiutanckim sezonie w NBA Shareef wystąpił w 80 meczach swojej drużyny zdobywając średnio aż 18,7 punktu na mecz. Zaowocowało to grą w Schick Rookie Game czyli tradycyjnym meczu najlepszych nowicjuszy w NBA. W swoim drugim sezonie w NBA Shareef wystąpił w 82 meczach zdobywając 22,3 punktu na mecz. W sezonie 1998–1999 wystąpił w 50 meczach Grizzlies zdobywając 23 punkty na mecz. W sezonie 1999–2000 Shareef rozegrał 82 mecze zdobywając średnio 20,3 punktu na mecz. W swoim ostatnim sezonie w Grizzlies 2000–2001 rozegrał 81 spotkań rzucając 20,5 punktu na mecz.
Przed sezonem 2001-02 przeniósł się do innego zespołu NBA Atlanta Hawks. W swoim debiutanckim roku w ekipie Hawks rozegrał 77 meczów rzucając średnio 21,2 punktu na mecz. W sezonie 2002–2003 rozegrał w barwach Atlanty 81 meczów rzucając 19,9 punktu na mecz. Przed sezonem 2003–2004 przeniósł się do Portland Trail Blazers. Jednak nie wiodło mu się tam najlepiej. W pierwszych 32 meczach sezonu rzucał średnio zaledwie 10 punktów na mecz. To spowodowało, że wrócił do końca sezonu do Atlanty gdzie odbudował formę, w kolejnych 53 meczach w tym sezonie zdobywał 20,1 punktu na mecz. Przed sezonem 2004–2005 powrócił do Portland. W 54 meczach tego zespołu rzucał 16,8 punktu na mecz. Po tym sezonie Shareef znowu zmienił barwy klubowe. Tym razem przeniósł się do Sacramento Kings. W tej drużynie rozegrał sezon 2005–2006. W 72 meczach w barwach Kings zdobywał średnio 12,3 punktu w ciągu jednego spotkania. W tym sezonie zadebiutował również w play-off NBA, jednak jego ekipa przegrała już w pierwszej rundzie z San Antonio Spurs.

## Osiągnięcia
Na podstawie, o ile nie zaznaczono inaczej.
NCAA
- Uczestnik turnieju NCAA (1996)
- Zawodnik roku konferencji Pac-10 (1996)[3]
- Najlepszy pierwszoroczny zawodnik Pac-10 (1996)[4]
- Zaliczony do:
  - III składu All-American (1996 przez AP, NABC)
  - I składu:
    - Pac-10 (1996)
    - najlepszych pierwszorocznych zawodników Pac-10 (1996)

NBA
- Uczestnik:
  - meczu gwiazd NBA (2002)
  - Rookie Challenge (1997)
- Zaliczony do I składu debiutantów NBA (1997)[5]
- Zawodnik:
  - miesiąca (grudzień 1996, luty 1997)
  - tygodnia (25.11.2001)

Reprezentacja
- Mistrz:
  - olimpijski (2000)[6]
  - Ameryki U–18 (1994)